# Mashiroiro Symphony: Love is pure white
Mashiroiro Symphony -Love is pure white- (ましろ色シンフォニー -Love is pure white-?, Mashiroiro Shinfonī -Love is pure white-), chiamata anche Mashiro Iro Symphony, è una visual novel giapponese sviluppata dalla software house Palette e pubblicata in Giappone a ottobre 2009 per i computer con sistema operativo Microsoft Windows.
Dal videogioco sono stati tratti anche due manga, illustrati da Futago Minazuki e serializzati sul magazine Comp Ace della Kadokawa Shoten, mentre a febbraio 2011 è stata annunciata una serie televisiva anime, che è stato prodotto da Manglobe, poi trasmessa in Giappone dal 5 ottobre al 21 dicembre 2011.
Il 30 giugno 2011 la COMFORT ha pubblicato una versione per PlayStation Portable chiamata Mashiroiro Symphony *mutsu-no-hana (ましろ色シンフォニー *mutsu-no-hana?, Mashiroiro Shinfonī *mutsu-no-hana).

## Trama
Un giorno, la scuola di Shingo Uryu si unisce a un istituto femminile. Come studente scelto, il ragazzo viene temporaneamente mandato alla scuola femminile a studiare fino al consolidamento dell'unione. Qui incontra alcune ragazze che disprezzano i maschi: Shingo ce la metterà tutta per migliorare i loro rapporti. 

## Personaggi

### Principali
Shingo Uryu (瓜生 新吾?, Uryū Shingo)
Studente scelto per frequentare l'istituto femminile, vive con la sorellastra Sakuno e soffre d'asma. È nato il 29 settembre. È un ragazzo bello, gentile e molto dolce. Si innamora di Miu e si fidanza con lei.
Airi Sena (瀬名 愛理?, Sena Airi)
Forte e ostinata, è molto ammirata a scuola e tiene un comportamento aggressivo nei confronti di Shingo, dovuto anche al fatto di essere contraria alla fusione con la scuola di Shingo. Ha un forte senso di responsabilità ed è nata il 24 ottobre. Ha lunghi capelli nocciola. Sembra che si è presa una piccola cotta per Shingo e all'inizio non lo vede di buon occhio ma poi si accorgerà che lui è diverso da tutti gli altri ragazzi e che è davvero un bravo ragazzo.
Sakuno Uryu (瓜生 桜乃?, Uryū Sakuno)
Sorella adottiva di Shingo, ha un carattere dolce e si occupa delle faccende domestiche. È nata il 23 gennaio. Ha i capelli azzurri raccolti in due codini.
Angelina Nanatsu Sewell (アンジェリーナ・菜夏・シーウェル?, Anjelīna Nanatsu Shīweru)
Metà inglese e metà giapponese, non è brava in inglese. Gentile ed educata, indossa abiti da cameriera. È nata l'8 agosto. Ha corti capelli verdi. Si affeziona particolarmente a Shingo che lo considera il suo padrone.
Miu Amaha (天羽 みう?, Amaha Miu)
Frequenta il terzo anno e le piacciono le verdure. Ben curata, educata e gentile, adoro molto gli animali, soprattutto di Pannya e ha fondando stesso lei il club dei Mici. È una persona accomodante e a volte un po' ingenua. È nata il 22 febbraio. Ha lunghi capelli lilla. Si innamora di Shingo e si fidanza con lui.
Sana Inui (乾 紗凪?, Inui Sana)
Di personalità energica, disprezza i ragazzi e ha un paio di orecchie da gatto nere. È nata il 7 luglio. Ha lunghi capelli rossi raccolti in una coda. Si innamora di Shingo ma siccome non è ricambiata ci soffre molto.
Yutsuki Onomiya (小野宮 結月?, Onomiya Yutsuki)
Frequenta il secondo anno e tiene un comportamento signorile. I suoi genitori hanno un tempio shintoista, nel quale lavora. È nata il 17 settembre. Ha corti capelli neri.

### Secondari
Hayata Mukunashi (椋梨 隼太?, Mukunashi Hayata)
Migliore amico di Shingo e membro del Consiglio Studentesco, gli piace il pollo fritto ed è nato il 17 luglio.
Ranka Sena (瀬名 蘭華?, Sena Ranka)
Le piace il cioccolato e si emoziona facilmente. Indossa sempre un completo nero ed è nata il 21 giugno.
Machi Yatsuzuka (八塚 万智?, Yatsuzuka Machi)
È nata il 4 febbraio.
Yuiko Amaha (天羽 結子?, Amaha Yuiko)
È nata il 2 ottobre.
Eleanor Sewell (エレノア・シーウェル?, Erenoa Shīweru)
Madre di Angelina, ha lavorato nel Regno Unito come cameriera.
Setsu Onomiya (小野宮 セツ?, Onomiya Setsu)
È nata il 19 aprile.
Pannya (ぱんにゃ?, Pan-nya)
È un gattino, mascotte di Mashiroiro Symphony.

## Musica
La visual novel ha tre canzoni:
- Opening: Symphonic Love (シンフォニック・ラブ? lett. "Amore sinfonico") di Miyuki Hashimoto.
- Insert song: Sayonara Kimi no Koe (さよなら君の声? lett. "La voce dell'addio") di Aki Misato.
- Ending: Kimiiro Mirai (キミイロミライ? lett. "Il colore del futuro") dy ЯIRE.